# Pardoglossum atlanticum
Pardoglossum atlanticum är en strävbladig växtart som först beskrevs av Pitard, och fick sitt nu gällande namn av Barbier och Mathez. Pardoglossum atlanticum ingår i släktet Pardoglossum och familjen strävbladiga växter. Inga underarter finns listade i Catalogue of Life.